# Flash Delirium
«Flash Delirium» —en español: «Delirio destellante»— es una canción de la banda de rock psicodélico MGMT. Fue lanzado como un "catador" para su segundo álbum Congratulations. La canción se obtenía a través de la página oficial de la banda. A pesar de que MGMT insistió en que no habría sencillos para Congratulations, "Flash Delirium" se hizo disponible como descarga digital en iTunes el 24 de marzo de 2010. La canción fue lanzada solo físicamente en Polonia.

## Recepción crítica
Muchos críticos elogiaron "Flash Delirium" por sus aventuras y el choque de estilos distintos. La revista Rolling Stone dijo que "en última instancia, mantiene la construcción hasta que estalla en una ovación armónica, rompiendo en un completo Thrash en su últimos segundos." Pitchfork Media dijo que la canción "cuenta con flautas, bocinas, y siete secciones diferentes que hacen referencia al doo wop, rock and roll de la vieja escuela, baladas electro, el estilo lo-fi de Ariel Pink, pop Wall of Sound, y los Beatles en su momento más alto. ¡Todo en cuatro minutos y dieciséis segundos!" "Flash Delirium" también fue descrito como un "viaje psicodélico."

## Video musical
El video de "Flash Delirium" fue dirigido por Andreas Nilsson, "le da una pista visual del vorágine y el caos de los tiempos modernos." Se estrenó en el sitio web de MGMT el martes 30 de marzo. En el video, muestra los dos miembros principales de la banda (Andrew VanWyngarden y Ben Goldwasser) en una fiesta de bienvenida. Ben toca un vendaje en el cuello un par de veces, con Andrew retirando la mano de su amigo cada rato. Sin embargo, en la fiesta, Ben quita la venda para revelar un agujero en la garganta que comienza a cantar. Fuera de este hoyo, se tira una anguila eléctrica, que simboliza su famosa canción anterior, "Electric Feel". La anguila es entonces introducida en una máquina y destruida probablemente. La casa tiembla y los invitados de la noche sigue bailando en un clase de ritual, mientras la máquina emite luces y se sacude con vehemencia. El video termina con una imagen fuera de la casa mostrando una explosión en el interior y un sonido gutural moviéndose junto a la cámara, como la visión de algún desconocido animal. Además, en el principio si nos fijamos en la propaganda cuando el coche se mueve, dice "Sue, la araña" ("Sue the spider") y "Sink, el galés" ("Sink the Welsh"). Estos retazos textuales son las lírica de la parte final de la canción.
Además el tema aparece dentro de la banda sonora del videojuego FIFA 11.

## Personal
- Andrew VanWyngarden - voz, guitarra, tambor, bajo, flauta
- Ben Goldwasser - synth & samples, órgano, piano, voces adicionales
- Matt Asti - guitarra, bajo
- Will Berman - tambores, guitarra, bajo

## Posición en listas
| Gráfico (2010)          | Máxima posición |
| ----------------------- | --------------- |
| Billboard Japan Hot 100 | 81              |
| Canadian Hot 100        | 87              |